# 北海道白糠高等学校
北海道白糠高等学校（ほっかいどうしらぬかこうとうがっこう、Hokkaido Shiranuka High School）は、北海道白糠郡白糠町にある公立（道立）の高等学校。全日制普通科。

## 沿革
- 1949年1月 - 北海道立標茶農業高等学校（現在の北海道標茶高等学校）白糠分校として開校する。
- 1950年4月 - 北海道釧路湖陵高等学校に移設され、後に釧路富士見高等学校（後に北海道釧路湖陵高等学校に合併される）白糠分校となる。
- 1951年4月 - 北海道白糠高等学校として独立する。
- 1959年 - 道立に移管される。
- 1999年 - 創立50周年式典を挙行する。
- 2017年4月12日 道教委は、「北海道立高等学校学則の一部を改正する教育委員会規則」(昭和26年規則8号。別表第1)を教育庁原案通り全会一致で議決。これにより平成29年度の生徒定員(第一学年普通科現行80)は40(一学級分)減員され40となった。[1]

## 出身者
- 越野忠則（柔道家、バルセロナオリンピック銅メダル）
- 中野孝行（帝京大学陸上部監督）